# طایفه مموس
طایفه مموس از قدیمی‌ترین و اصیل‌ترین طوایف کردتبار از ایل کردلی می‌باشد همچنین به گویش کردی‌کردلی(پهله‌ای) صحبت میکنند و شامل ۵ تیره می‌شوند(مال فرخی، یخی ون، ماله‌میه، سیره، مزیه) که ساکن در شهرستان دهلران و شهرستان آبدانان هستند. مذهب این مردم شیعه دوازده امام است

## محل سکونت
طایفه مموس بزرگترین طایفه شهرستان دهلران است که بیشترین جمعیت و بیشترین اراضی در منطقه دهلران را دارد ،این طایفه از شهرستان دهلران در شرق، سرچنار و دینارکوه و روستای تاریخی دیوِنَه آبدانان در شمال و تا قسمت هایی از شهر پهله ادامه دارد. همچنین بخشی از این طایفه در کشور عراق شهرستان علی الغربی نیز قرار دارد.